# Campionati europei di nuoto 2010 - 100 metri farfalla maschili
Le qualifiche per la semifinale si sono svolte la mattina del 13 agosto 2010, mentre la semifinale si è svolta la sera dello stesso giorno. La finale si è svolta la sera del 14 agosto 2010.

## Medaglie
| Posizione | Atleta             | Paese       |
| --------- | ------------------ | ----------- |
| Oro       | Evgeny Korotyshkin | Russia      |
| Argento   | Joeri Verlinden    | Paesi Bassi |
| Bronzo    | Konrad Czerniak    | Polonia     |

## Record
Prima della manifestazione il record del mondo (RM), il record europeo (EU) e il record dei campionati (RC) erano i seguenti.
| Record mondiale       | 49"82 | Michael Phelps Stati Uniti | 1º agosto 2009 Roma, Italia          |
| Record europeo        | 49"95 | Milorad Čavić Serbia       | 1º agosto 2009 Roma, Italia          |
| Record dei campionati | 51"89 | Andrij Serdinov Ucraina    | 4 agosto 2006 Budapest, Ungheria     |
| Record dei campionati | 51"89 | Yevgeny Korotyshkin Russia | 23 marzo 2008 Eindhoven, Paesi Bassi |

Durante la competizione sono stati migliorati i seguenti record:
| Data      | Evento | Atleta             | Nazione | Tempo | Record                |
| --------- | ------ | ------------------ | ------- | ----- | --------------------- |
| 14 agosto | Finale | Evgeny Korotyshkin | Russia  | 51"73 | Record dei campionati |

## Risultati batterie
| Pos. | Atleta                    | Nazionalità          | Tempo       | Batteria    | Corsia      | Note        |
| ---- | ------------------------- | -------------------- | ----------- | ----------- | ----------- | ----------- |
| 1    | Konrad Czerniak           | Polonia              | 52.10       | 6           | 4           |             |
| 2    | Lars Froelander           | Svezia               | 52.46       | 6           | 8           |             |
| 3    | Joeri Verlinden           | Paesi Bassi          | 52.48       | 7           | 5           |             |
| 4    | Paweł Korzeniowski        | Polonia              | 52.84       | 5           | 3           |             |
| 5    | Antony James              | Regno Unito          | 52.86       | 7           | 6           |             |
| 6    | Ivan Lenđer               | Serbia               | 52.89       | 3           | 3           |             |
| 7    | Nikolay Skvortsov         | Russia               | 52.92       | 5           | 5           |             |
| 8    | Evgeny Korotyshkin        | Russia               | 53.00       | 7           | 4           |             |
| 9    | Peter Mankoč              | Slovenia             | 53.02       | 6           | 2           |             |
| 10   | Francois Heersbrandt      | Belgio               | 53.04       | 6           | 5           |             |
| 11   | Steffen Deibler           | Germania             | 53.36       | 5           | 4           |             |
| 12   | Martin Spitzer            | Austria              | 53.39       | 4           | 1           |             |
| 13   | Glenn Surgeloose          | Belgio               | 53.42       | 7           | 3           |             |
| 14   | Simon Sjoedin             | Svezia               | 53.47       | 3           | 8           |             |
| 15   | Alon Mandel               | Israele              | 53.48       | 3           | 1           |             |
| 16   | Dominik Straga            | Croazia              | 53.49       | 2           | 7           |             |
| 17   | Rafael Muñoz Pérez        | Spagna               | 53.50       | 5           | 6           |             |
| 18   | Mario Todorovic           | Croazia              | 53.52       | 5           | 7           |             |
| 19   | Pavel Sankovič            | Bielorussia          | 53.56       | 6           | 6           |             |
| 19   | Jakob Andkjær             | Danimarca            | 53.56       | 6           | 1           |             |
| 21   | Marcin Tarczynski         | Polonia              | 53.60       | 4           | 8           |             |
| 22   | Stefano Mauro Pizzamiglio | Italia               | 53.61       | 6           | 7           |             |
| 23   | Dominik Meichtry          | Svizzera             | 53.64       | 3           | 7           |             |
| 24   | Vytautas Janušaitis       | Lituania             | 53.68       | 3           | 2           |             |
| 25   | Denys Dubrov              | Ucraina              | 53.77       | 5           | 2           |             |
| 26   | Jan Sefl                  | Rep. Ceca            | 53.80       | 3           | 6           |             |
| 27   | Duarte Rafael Mourao      | Portogallo           | 53.81       | 3           | 4           |             |
| 28   | Maxim Ganikhin            | Russia               | 53.83       | 4           | 7           |             |
| 28   | Michal Rubacek            | Rep. Ceca            | 53.83       | 5           | 8           |             |
| 28   | Alexandru Coci            | Romania              | 53.83       | 5           | 1           |             |
| 31   | Artem Pron'               | Ucraina              | 53.89       | 6           | 3           |             |
| 32   | Mathias Gydesen           | Danimarca            | 53.91       | 7           | 2           |             |
| 33   | Peter Hos                 | Ungheria             | 54.03       | 7           | 1           |             |
| 34   | Diogo Filipe Carvalho     | Portogallo           | 54.11       | 4           | 6           |             |
| 35   | Mattia Nalesso            | Italia               | 54.23       | 4           | 3           |             |
| 36   | Bence Pulai               | Ungheria             | 54.24       | 4           | 4           |             |
| 37   | Stefanos Dimitriadis      | Grecia               | 54.27       | 4           | 5           |             |
| 38   | Martin Liivamagi          | Estonia              | 54.33       | 1           | 1           |             |
| 38   | Illya Chuev               | Ucraina              | 54.33       | 7           | 8           |             |
| 40   | Robert Zbogar             | Slovenia             | 54.35       | 4           | 2           |             |
| 41   | Nuno Goncalo Quintanilha  | Portogallo           | 54.51       | 3           | 5           |             |
| 42   | Norbert Kovács            | Ungheria             | 55.12       | 2           | 5           |             |
| 43   | Alexandre Bakhtiarov      | Cipro                | 55.29       | 2           | 1           |             |
| 44   | Balint Batka              | Ungheria             | 55.32       | 2           | 3           |             |
| 45   | Paulius Viktoravicius     | Lituania             | 55.40       | 2           | 2           |             |
| 46   | Pedro Diogo Oliveira      | Portogallo           | 55.49       | 1           | 4           |             |
| 46   | Pavels Kondrahins         | Lettonia             | 55.49       | 2           | 6           |             |
| 48   | Ensar Hajder              | Bosnia ed Erzegovina | 55.62       | 1           | 3           |             |
| 49   | Sten Indrikson            | Estonia              | 55.73       | 1           | 5           |             |
| 50   | Ville Tirroniemi          | Finlandia            | 55.85       | 2           | 8           |             |
| 51   | Goksu Bicer               | Turchia              | 55.92       | 2           | 4           |             |
| 52   | Benjamin Buca             | Bosnia ed Erzegovina | 58.93       | 1           | 7           |             |
| 53   | Nenad Simic               | Bosnia ed Erzegovina | 59.44       | 1           | 6           |             |
|      | Marco Belotti             | Italia               | non partito | non partito | non partito | non partito |

## Semifinali
| Pos. | Atleta               | Nazionalità | Batteria | Corsia | Tempo | Note |
| ---- | -------------------- | ----------- | -------- | ------ | ----- | ---- |
| 1    | Joeri Verlinden      | Paesi Bassi | 2        | 5      | 51.96 |      |
| 2    | Konrad Czerniak      | Polonia     | 2        | 4      | 52.09 |      |
| 3    | Evgeny Korotyshkin   | Russia      | 1        | 6      | 52.10 |      |
| 4    | Peter Mankoč         | Slovenia    | 2        | 2      | 52.31 |      |
| 5    | Paweł Korzeniowski   | Polonia     | 1        | 5      | 52.32 |      |
| 6    | Lars Froelander      | Svezia      | 1        | 4      | 52.46 |      |
| 7    | Antony James         | Regno Unito | 2        | 3      | 52.70 |      |
| 8    | Nikolay Skvortsov    | Russia      | 2        | 6      | 52.71 |      |
| 9    | Steffen Deibler      | Germania    | 2        | 7      | 52.92 |      |
| 10   | Ivan Lenđer          | Serbia      | 1        | 3      | 52.93 |      |
| 11   | Glenn Surgeloose     | Belgio      | 2        | 1      | 52.95 |      |
| 12   | Simon Sjoedin        | Svezia      | 1        | 1      | 53.00 |      |
| 13   | Dominik Straga       | Croazia     | 1        | 8      | 53.09 |      |
| 14   | Martin Spitzer       | Austria     | 1        | 7      | 53.10 |      |
| 15   | Alon Mandel          | Israele     | 2        | 8      | 53.19 |      |
| 16   | Francois Heersbrandt | Belgio      | 1        | 2      | 53.25 |      |

## Finale
| Pos. | Atleta             | Nazionalità | Corsia | Tempo | Note                  |
| ---- | ------------------ | ----------- | ------ | ----- | --------------------- |
|      | Evgeny Korotyshkin | Russia      | 3      | 51.73 | Record dei campionati |
|      | Joeri Verlinden    | Paesi Bassi | 4      | 51.82 |                       |
|      | Konrad Czerniak    | Polonia     | 5      | 52.16 |                       |
| 4    | Lars Froelander    | Svezia      | 7      | 52.24 |                       |
| 5    | Nikolay Skvortsov  | Russia      | 8      | 52.25 |                       |
| 6    | Paweł Korzeniowski | Polonia     | 2      | 52.38 |                       |
| 7    | Peter Mankoč       | Slovenia    | 6      | 52.39 |                       |
| 8    | Antony James       | Regno Unito | 1      | 52.67 |                       |